# Акоста, Уриэль
Уриэль Ако́ста (точнее да Коста; Uriel Acosta, иногда Дакоста; настоящее имя Гавриэль Коста Gabriel da Costa; 1585, Опорто, Португалия, — апрель 1640, Амстердам) — голландский философ, предшественник Баруха Спинозы.

## Биография
Родился в семье марранов, некогда принявших католицизм во избежание изгнания евреев из Португалии; его отец, Бенто де Коста Бранданьо, был торговцем и сборщиком налогов, воспитывал сына строго согласно католической вере. В 1600 году Габриэль поступает в университет Коимбры, но в 1608 году, в связи со смертью отца, не заканчивает своего образования. Тем не менее в 1611 году он получает должность казначея при церкви, в том же году принимает низшую степень посвящения в духовный сан. В 1614 году семья Акосты (без отца) решила вернуться в иудаизм, и вскоре бежала в Амстердам, где уже существовала крупная община португальских евреев. В Амстердаме семья открыто объявила себя евреями, и Акоста сменил первоначальное имя Гавриэль на Уриэль. Однако представления об иудаизме, выработавшиеся у Акосты на основании чтения Библии, существенно отличались от реально существовавшего иудаизма его времени.
В 1624 году он выпустил книгу «Исследование традиции фарисеев в сравнении с Писаным Законом». За эту книгу раввин сефардской общины Амстердама подверг Акосту херему, а светские власти — аресту и штрафу. Книга была сожжена. Даже близкие родственники Акосты стали избегать его.
В 1633 году, не выдержав одиночества, Акоста стал искать примирения с еврейской общиной. Отлучение было снято, но Акоста не изменил своих взглядов.
За еретические взгляды и несоблюдение еврейских религиозных законов Акоста был вскоре снова подвергнут херему по доносу фанатичного родственника.
Его женитьба не могла состояться; родня отвернулась от него; его все избегали, уличные мальчишки преследовали и оплёвывали его. В 1640 году и второе отлучение было снято после того, как Акоста публично отрёкся от своих взглядов, и его, как кающегося еретика, подвергли традиционным 39 ударам плетью, и все прихожане переступили через него (то есть символически попирали его ногами) при выходе из синагоги.
Дух Акосты был сломлен. Он составил автобиографию под заглавием «Exemplar humanae vitae» (образец человеческой жизни), в которой он сильно нападает на ортодоксальный иудаизм; затем, зарядив два пистолета, он подстерёг на улице своего врага — фанатичного родственника, виновника всех его невзгод, чтобы отомстить ему, и выстрелил в него, но промахнулся, а вторым зарядом застрелил себя.

## Философские взгляды
В книге «Исследование традиции фарисеев в сравнении с Писаным Законом», в которой утверждал, что сложной обрядностью и сухим формализмом раввины исказили Учение Моисея и что доктрина о бессмертии и загробной жизни не вытекает из Библии.
Все существующие религии рассматривались им как изобретённые самими людьми. Не отрицая существования Бога, Акоста, тем не менее, отказался от всякой обрядности и стал усматривать высшую санкцию этических принципов в законах человеческой природы, в свободной от обрядности деистической «естественной религии». Последователей традиционных религий Акоста обвинял в лицемерии и тупости:

Многие притворяются… У них обычно на устах: «Я — иудей, я — христианин, поверь мне, я тебя не обману». Зловредные скоты! Кто не говорит ничего подобного и просто признаёт себя человеком, гораздо лучше вас!

Акоста обычно рассматривается как первый еврейский вольнодумец Нового времени, предшественник и вдохновитель Баруха Спинозы. Начав критику Библии, Акоста как бы указал в этом отношении путь следующему поколению. Спиноза в своей критике Библии начал там, где остановился Акоста.

## Образ в искусстве
Образ Акосты использован в ряде художественных произведений.
- Трагедия «Уриэль Акоста» (1847) немецкого писателя К. Ф. Гуцкова, изобиловавшая отступлениями от исторической правды как в передаче фактов, так и в обрисовке личности Акосты, тем не менее надолго оказалась основным источником представлений об Акосте среди широкой публики и оказала влияние на ряд последующих произведений. Особенно большой успех эта трагедия имела в переработке на идиш на еврейской сцене в Восточной Европе и в Северной Америке в конце XIX — начале XX веков. Это описано в романе Шолом-Алейхема «Блуждающие звёзды».
- По мотивам трагедии Гуцкова первая в России женщина-композитор Валентина Семёновна Серова написала одноимённую оперу (первая постановка — 1885).
- В конце XIX века был опубликован интересный очерк об Акосте И. Зангвилла (в книге «Мечтатели гетто», 1898).
- 15 сентября 1904 года театр имени В. Ф. Комиссаржевской открылся спектаклем «Уриэль Акоста» с Павлом Самойловым в главной роли.
- В 1935—1938 годах на иврите вышла трёхтомная биография Акосты Йоханана Тве́рского[вд].

### Комментарии
1. ↑  Когда Акоста умер, Спинозе было восемь лет[3].

### Сноски
1. ↑  Акоста Уриэль. Электронная еврейская энциклопедия (ЭЕЭ. Дата обращения: 23 августа 2023. Архивировано 23 августа 2023 года.
2. ↑  История философии, 1941, с. 168.
3. 1 2 3  Готлиб, 2020, с. 136.
4. ↑  История философии, 1941, с. 169.